# Ян де Брай
Ян де Брай (нід. Jan de Bray; 1627, Гарлем — 1697, Амстердам) — голландський художник, здебільшого портретист. Представник голландського класицизму XVII ст. Робив офорти.

## Життєпис
Походить з родини голландського архітектора і художника Саломона де Брая. Рідний брат двох художників, Дірка де Брай (1635—1694), що робив натюрморти з квітами та мисливськими трофеями та Йосипа де Брая.
Художнє ремесло опановував під керівництвом батька, архітектора та художника, що також писав вірші і навіть надрукував збірку віршів у 1627 році. Сестра Яна де Брая була дружиною художника Яна Лівенса.
Не всі сторінки життя Яна відомі достеменно. За припущеннями, відвідав Рим, де познайомився з творами римських митців. Низка картин Яна де Брая демонструє зацікавленість в давньоримській історії і впливи представників академічного класицизму XVII століття, можливо французьких на кшталт Симона Вуе.
Ян де Брай втратив батька та двох братів і сестер через епідемію чуми. Можливо, цей стрес в родині обумовив релігійну настроєність брата Яна — Дірка, що став ченцем. Ян де Брай створив міфологічний портрет родини де Брай в картині з назвою «Бенкет Антонія і Клеопатри». Робив також реалістичні і міфологічні портрети та релігійні образа в стилі, наближеному до стилю утрехтських караваджистів.
Роками працював в місті Гарлем, де був деканом місцевої гільдії Св. Луки. Наприкінці життя збіднів і був проголошеним банкрутом. Перебрався у місто Амстердам, де працював два роки. Помер в Амстердамі, поховання відбулося в Гарлемі.

## Вибрані твори
- «Вакх» (чоловіча голова)

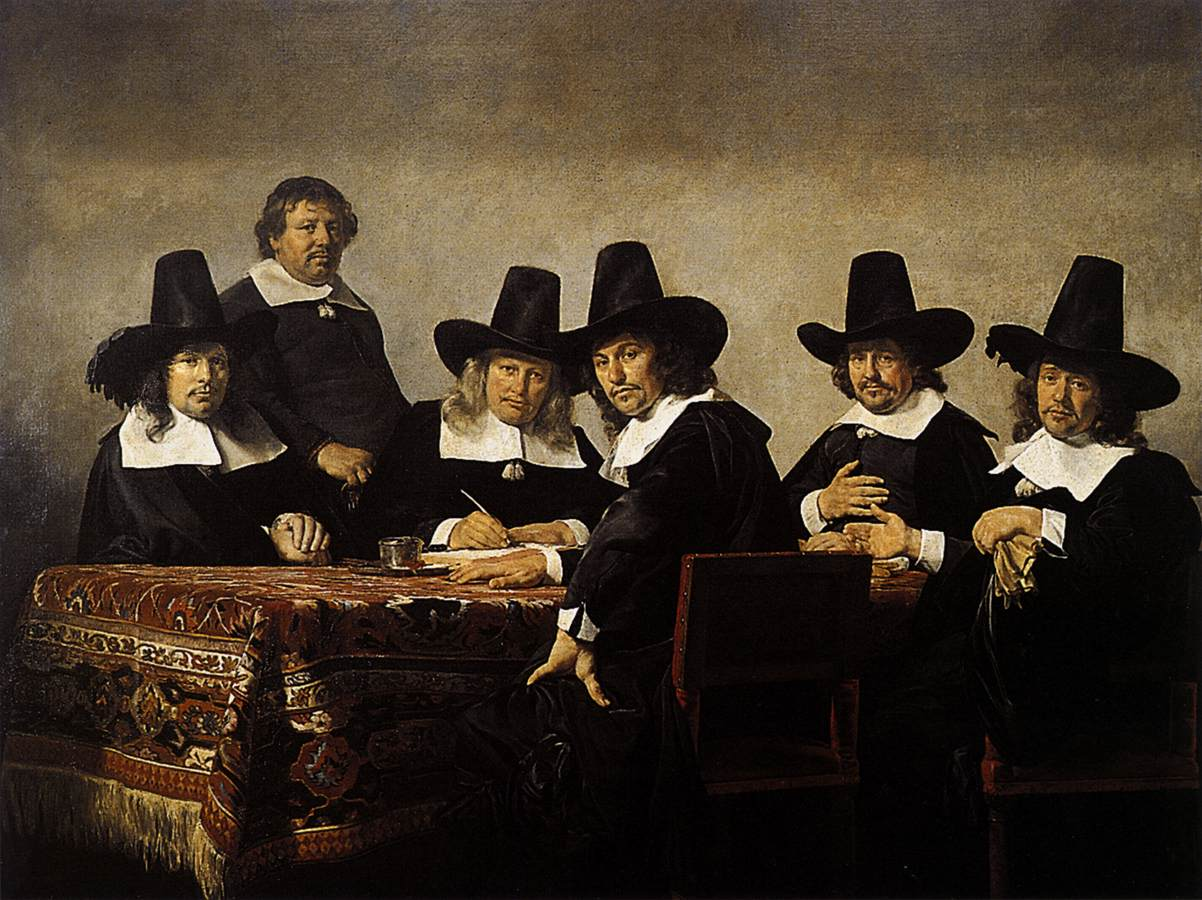
« Регенти притулку для безпритульних дітей Харлема», Музей Франса Галса, Харлем

- «Портрет літньої пані», 1651, Ермітаж, Санкт-Петербург
- «Портрет невідомої пані», 1658, Ермітаж, Санкт-Петербург
- «Улісс та Пенелопа» (міфологічний портрет самого Яна з дружиною у вигляді Улісса та Пенелопи)
- «Абрахам Гастелейн з дружиною Маргарет ван Ванкен», 1663, Державний музей (Амстердам)
- «Свята Родина»
- «Улісс розпізнає Ахілла серед дочок Лікомеда», 1664, Національний музей, Варшава
- «Регенти прихистку для безпритульних дітей Харлема», Музей Франса Галса, Харлем
- «Юдиф і Олоферн», Державний музей (Амстердам)
- «Алегорія правління Фредеріка Генріка»
- «Агар у пустелі», 1668, Ермітаж, Санкт-Петербург
- «Бенкет Антонія і Клеопатри», 1669, (Портрет родини де Брай в міфологічному стилі) Манчестер, Нью Гемпшир.
- «Цар Давід з арфою», 1670, прив. збірка
- «Родинний портрет в міфологічному стилі», 1670, Ермітаж, Санкт-Петербург
- «Поклоніння волхвів», 1674, Історичний музей, Бамберг, Німнччина
- «Портрет невідомого», Ермітаж, Санкт-Петербург
- «Прихисток для безпритульних дітей», 1675, Музей Франса Галса, Харлем
- «Груповий портрет членів гільдії художників міста Харлем», 1775,Державний музей (Амстердам)
- «Регентки лікарні міста Харлема», Музей Франса Галса, Харлем

## Галерея

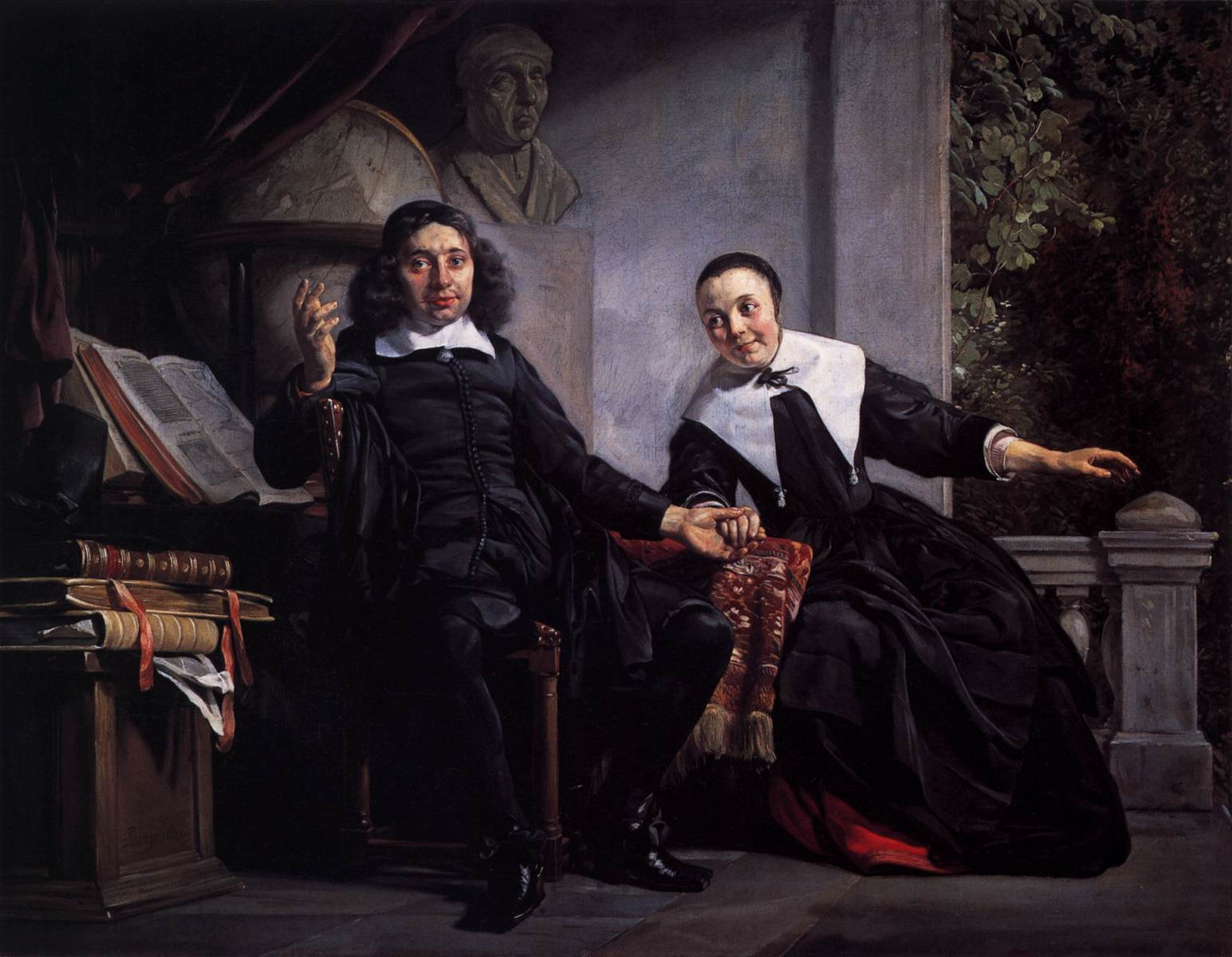
« Абрахам Гастелейн з дружиною Маргарет ван Ванкен», 1663, Державний музей (Амстердам)

« Уліс і Пенелопа»
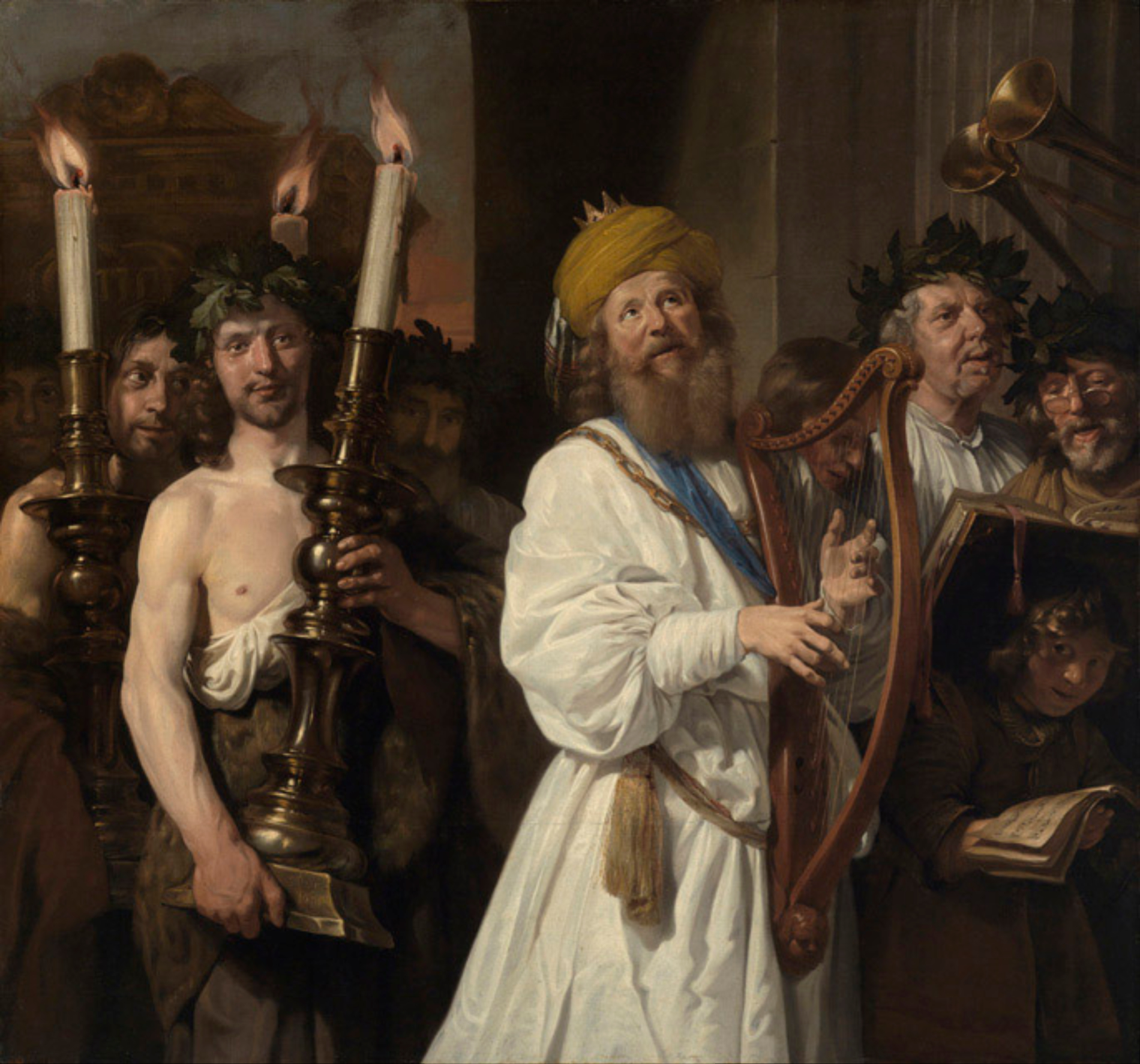
« Цар Давід з арфою», 1670, прив. збірка
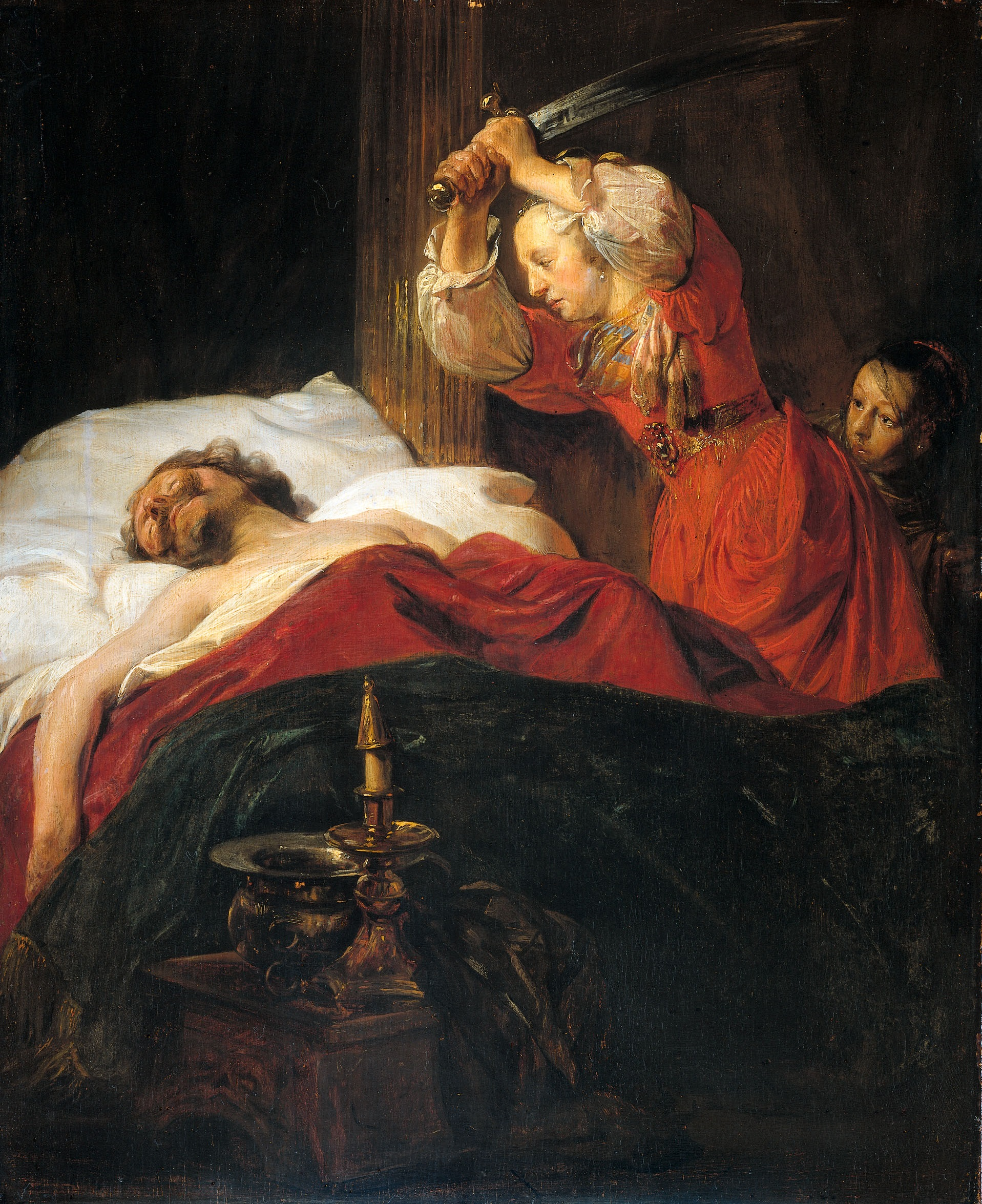
« Юдиф і Олоферн»
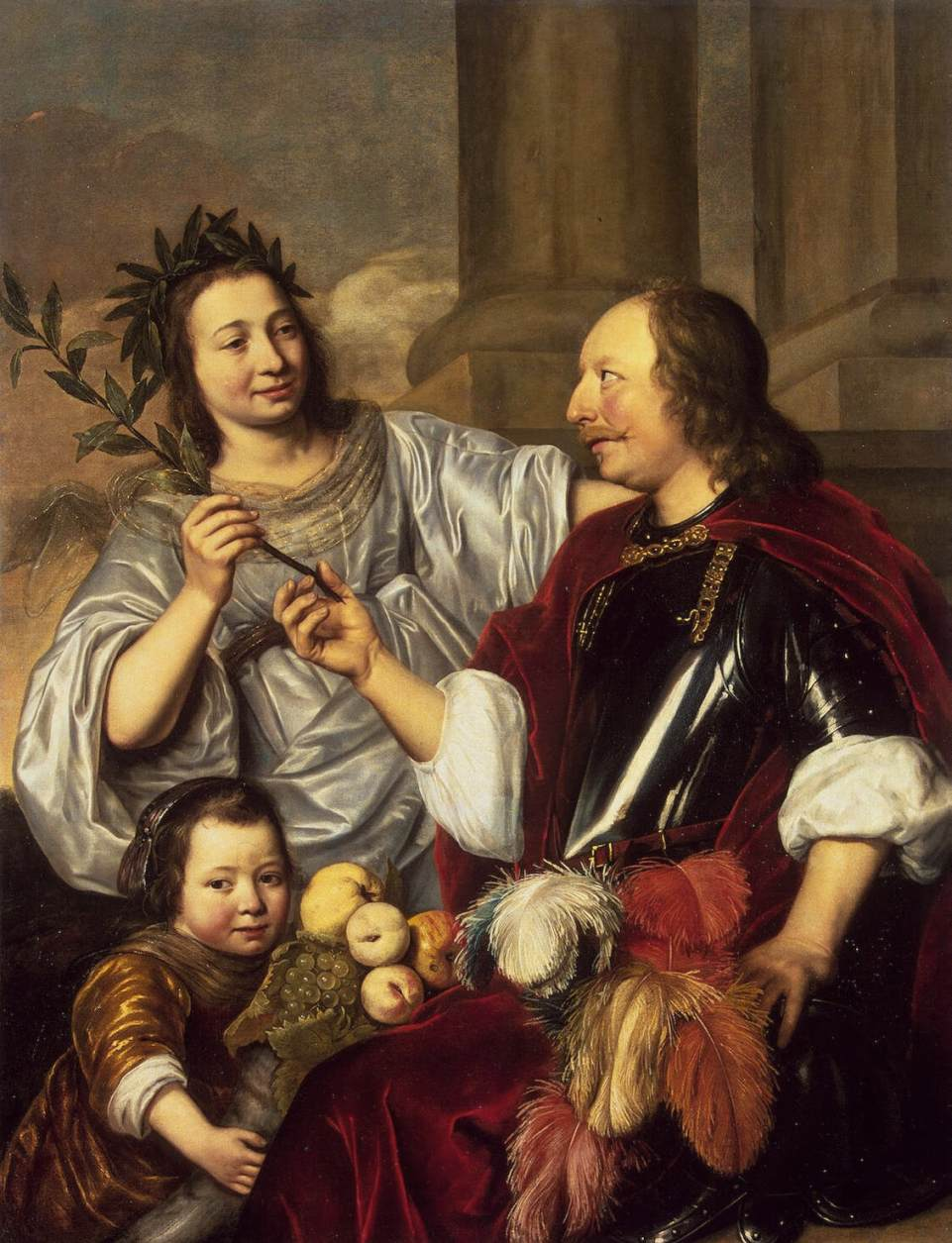
« Родинний портрет в міфологічному стилі», 1670, Ермітаж, Санкт-Петербург
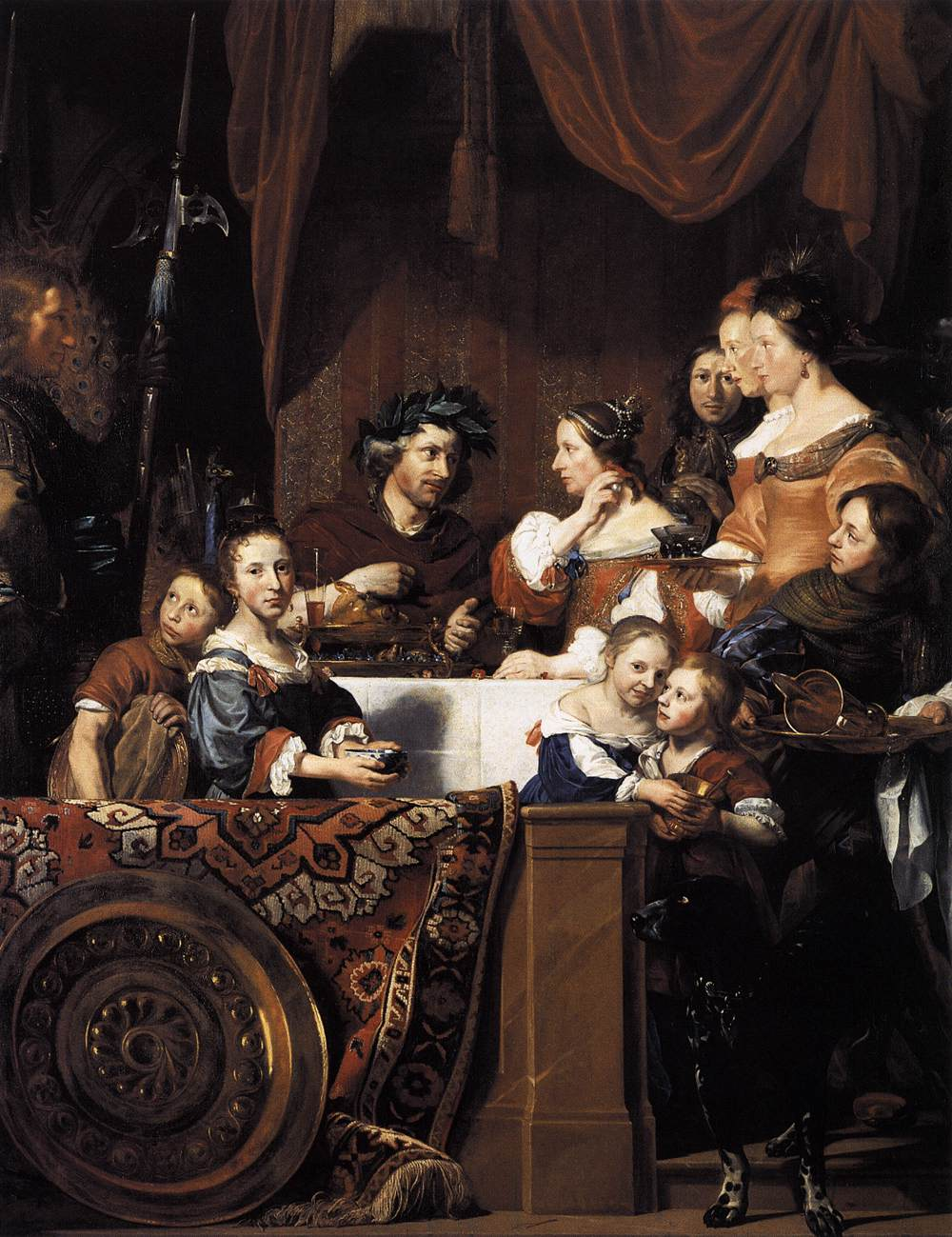
«Бенкет Антонія і Клеопатри », 1669, США, Манчестер, Нью-Гемпшир